# Compagnie d'assurance mutuelle de retraite Elo
Pour les articles homonymes, voir ELO.
Elo ou  Compagnie d'assurance mutuelle de retraite Elo (finnois : Keskinäinen Eläkevakuutusyhtiö Elo) est une caisse de retraite fondée en 2014 en Finlande.

## Présentation
Elo est créée le 1er janvier 2014, par la fusion des compagnies d'assurance Eläke-Fennia et  LähiTapiola.
En 2017, Elo est la 14e entreprise finlandaise quant au chiffre d'affaires
.
En 2015, Elo est responsable de la provision de retraite de plus de 700 000 Finlandais. 
Près de 400 000 travailleurs et environ 85 000 entrepreneurs sont assurés par Elo.
Avec des entrées financières annuelles total d'environ 3 milliards d'euros, la part de marché d'Elo dans le secteur des retraites professionnelles est d'environ 24%. Elo détient une part de marché d’environ 40% en assurance pour entrepreneurs, ce qui fait d’Elo le plus grand assureur de régimes de retraite professionnelle en Finlande.